# Club Deportivo Atlético Huila
Il Club Deportivo Atlético Huila è una società calcistica colombiana, con sede a Neiva. Milita nella Categoría Primera B, la seconda divisione del calcio colombiano.

## Storia
Fondato nel 1990, non ha mai vinto titoli nazionali di massima serie.

## Rosa 2017
| N. |                      | Ruolo | Calciatore        |
| -- | -------------------- | ----- | ----------------- |
| 1  | Colombia (bandiera)  | P     | Bréiner Castillo  |
| 2  | Colombia (bandiera)  | D     | Davinson Monsalve |
| 3  | Colombia (bandiera)  | D     | Daniel Londoño    |
| 4  | Colombia (bandiera)  | D     | Manuel Berrío     |
| 5  | Argentina (bandiera) | A     | Emiliano Méndez   |
| 7  | Colombia (bandiera)  | A     | Miguel Murillo    |
| 8  | Colombia (bandiera)  | C     | Jean Becerra      |
| 10 | Uruguay (bandiera)   | C     | Mateo Fígoli      |
| 11 | Colombia (bandiera)  | C     | Boris Polo        |
| 12 | Uruguay (bandiera)   | P     | Jhonny da Silva   |
| 14 | Colombia (bandiera)  | D     | John Jairo Lozano |
| 16 | Colombia (bandiera)  | D     | Nelson Lemus      |
| 17 | Colombia (bandiera)  | A     | Yovani Ricardo    |
| 20 | Colombia (bandiera)  | C     | Ronaldo Tavera    |
| 21 | Colombia (bandiera)  | C     | Jorge Ramos       |

| N. |                      | Ruolo | Calciatore          |
| -- | -------------------- | ----- | ------------------- |
| 24 | Colombia (bandiera)  | C     | Carlos Robles Rocha |
| 27 | Colombia (bandiera)  | A     | Omar Duarte         |
| 30 | Colombia (bandiera)  | C     | Jean Carlos Becerra |
| 31 | Colombia (bandiera)  | C     | Hamilton Valencia   |
| 33 | Colombia (bandiera)  | P     | Geovanni Banguera   |
| 35 | Colombia (bandiera)  | A     | Hamilton Valencia   |
| –  | Colombia (bandiera)  | D     | Elvis Perlaza       |
| –  | Colombia (bandiera)  | D     | Eliécer Quiñónes    |
| –  | Colombia (bandiera)  | D     | Eddie Segura        |
| –  | Uruguay (bandiera)   | C     | Aníbal Hernández    |
| –  | Colombia (bandiera)  | C     | Andrés Ricaurte     |
| –  | Argentina (bandiera) | A     | Sergio Almirón      |
| –  | Colombia (bandiera)  | A     | Cristian Cangá      |
| –  | Colombia (bandiera)  | A     | Ricardo Villarraga  |

## Allenatori
- Víctor Quiñónez (1991)
- Alberto Rujana (1992–95)
- Nelson Abadía (1996)
- Rafael Corrales (1997–99)
- Nelson Gallego (2000)
- Jairo Silva Quiza (interim) (2000)
- Juan Eugenio Jiménez (2001–02)
- Bernardo Redín (2002–03)
- Félix Valverde Quiñonez (2004)
- Bernardo Redín (2005)
- Néstor Otero (2006–07)
- Javier Álvarez (2007–08)
- Miguel Augusto Prince (2009)
- Guillermo Berrío (2009–11)
- Néstor Otero (2011–12)
- Álvaro de Jesús Gómez (2012–13)
- Virgilio Puerto (2013–14)

- Fernando Castro (2014)
- José Santa (2015–16)
- Oswaldo Durán (2016)
- Virgilio Puerto (2016)
- Jorge Vivaldo (2017)
- Jorge Bermúdez (2017)
- Néstor Craviotto (2017-18)
- Dayron Pérez (2018-19)
- Luis Fernando Herrera (2019)
- Jorge Luis Bernal (2019)
- Flavio Robatto (2020)
- Dayron Pérez (2020-21)
- Alberto Rujana (2021)
- Carlos Abella (2021)
- José Santa (2022)
- Néstor Craviotto (2022-23)
- Diego Corredor (2023-)

## Palmarès

### Competizioni nazionali
- Categoría Primera B: 3

1992, 1997, 2020

### Altri piazzamenti
- Campionato colombiano:

Secondo posto: 2007-I, 2009-II
- Categoría Primera B:

Secondo posto: 2022
Terzo posto: 1991